# Nicaragua-Buschratte
Die Nicaragua-Buschratte (Neotoma chrysomelas) ist ein in Mittelamerika vorkommendes Nagetier aus der Gattung der Amerikanischen Buschratten. Die Art ist nahe mit der Mexikanischen Buschratte (Neotoma mexicana) verwandt und eine Studie von 1981 kam zur Vermutung, dass beide Taxa Synonyme darstellen.
Die Nicaragua-Buschratte entspricht in ihrer Grundgestalt und in der Fellfarbe der Mexikanischen Buschratte mit einer hellgrauen bis rotbraunen Oberseite. Nur ein Teil der Population hat eine deutlich intensivere orange Tönung. Die Unterseite ist bei beiden Arten weiß oder hellgelb. Die Oberseite des Kopfes und der Rücken erscheinen am dunkelsten, da in diesen Bereichen viele Deckhaare schwarze Spitzen besitzen. Dieses Nagetier hat eine braune bis schwarze Schwanzoberseite, während die Unterseite grau ist. Die Arten lassen sich hauptsächlich durch abweichende Schädelmaße voneinander unterscheiden. Erwachsene Exemplare der Nicaragua-Buschratte haben eine Kopf-Rumpf-Länge von 184 bis 220 mm, eine Schwanzlänge von 150 bis 181 mm und ein Gewicht von 152 bis 187 g. Die Länge der Hinterfüße beträgt 33 bis 36 mm und die Ohren sind 25 bis 30 mm lang.
Das Verbreitungsgebiet der Art reicht vom zentralen Honduras bis in das Umfeld von Matagalpa in Nicaragua. Es erstreckt sich über Hochebenen und Gebirge auf durchschnittlich 1000 Meter Höhe. Dieses Nagetier lebt im felsigen Gelände mit spärlichem Bewuchs.
Im Februar und im September konnte je ein Weibchen registriert werden, das mit einem Embryo trächtig war.
Im für Menschen unwirtlichen Habitat der Nicaragua-Buschratte wird es vermutlich keine Landschaftsveränderungen geben. Obwohl die Art nicht häufig angetroffen wird, wird sie von der IUCN als nicht gefährdet (least concern) gelistet.